# Cladonia
Cladonia és un extens gènere de fongs liquenitzats l'ordre dels lecanorals (Lecanorales), família Cladoniaceae. Inclou unes 200 espècies de líquens. Són semblants exteriorment a la molsa.
Són la principal font d'aliment (de glúcids) dels rens i caribús. Se n'extreuen antibiòtics. S'utilitza l'espècie Cladonia stellaris en decoracions florals. Se'n diferencien dues formes o morfotipus: el Cladonia i el Cladina.
A Europa, algunes espècies de Cladonia creixen en dunes de sorra. La presència d'una mena de catifa de líquens del gènere Cladonia és un dels caràcters definitoris de la duna grisa, un hàbitat ecològic a conservar segons la Directiva Hàbitats de la Unió Europea.

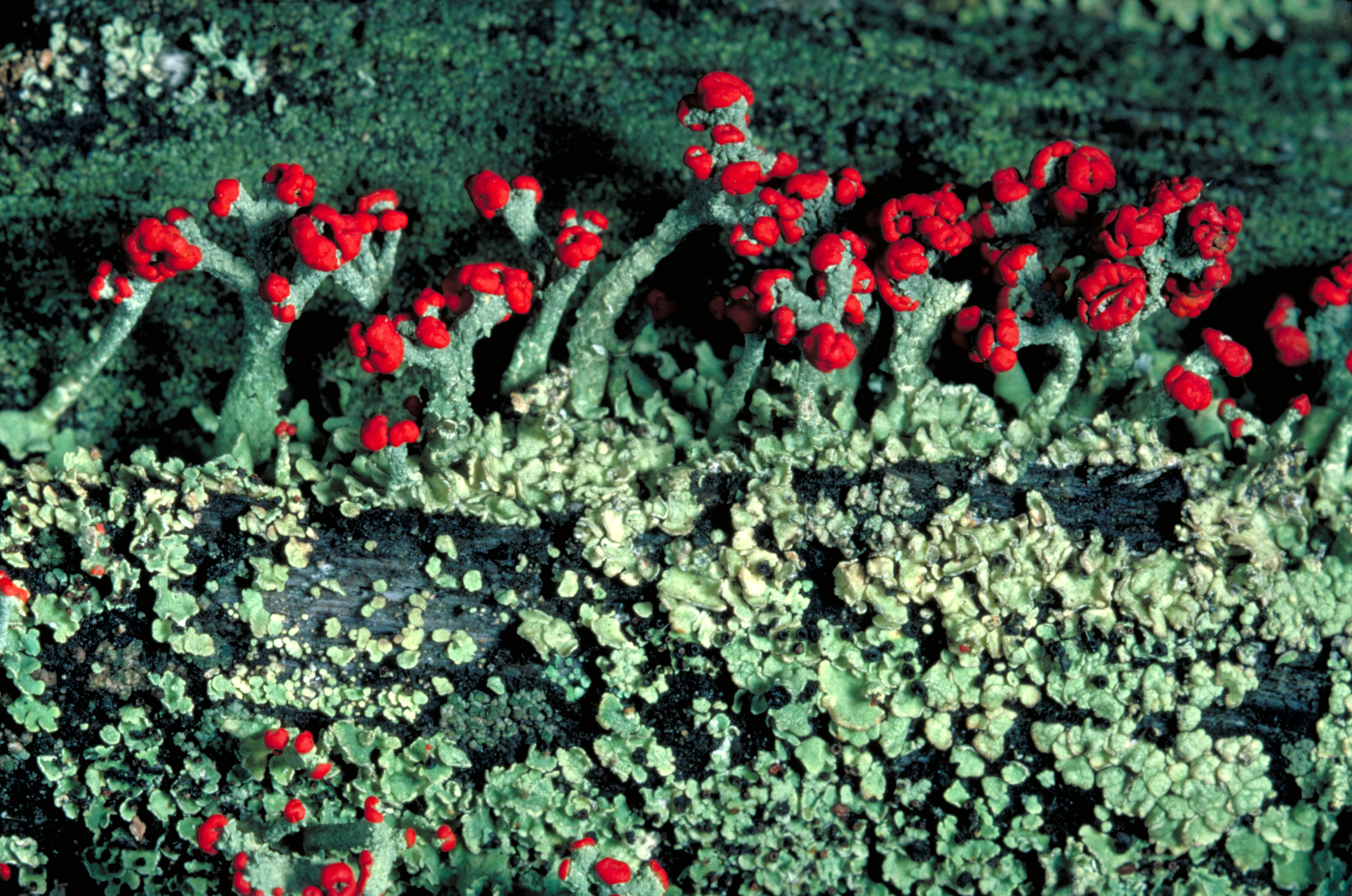
Cladonia cristatella (Soldat britànic)
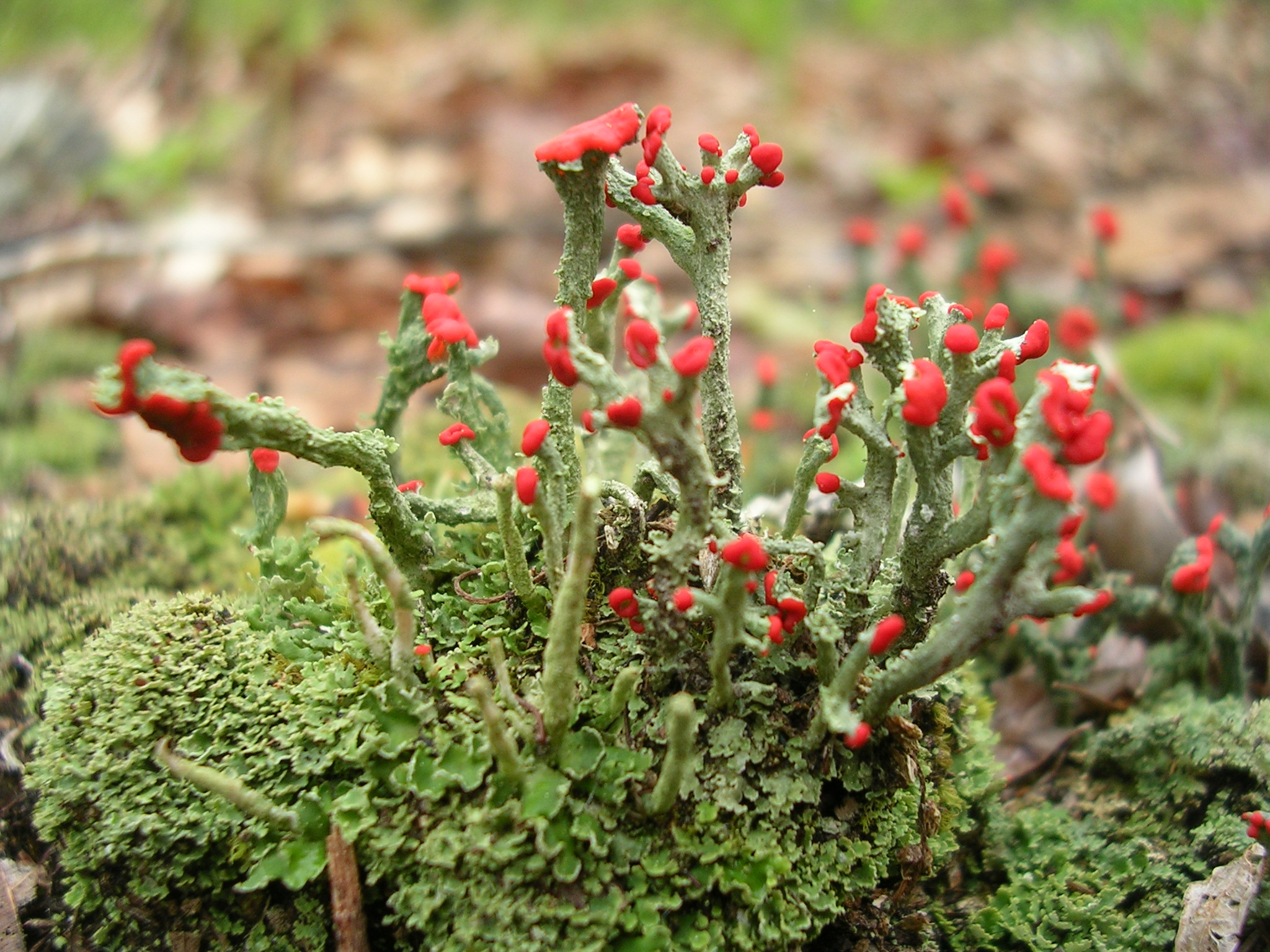
Cladonia cristatella (Soldat britànic)